# Bathippus molossus
Bathippus molossus är en spindelart som först beskrevs av Tord Tamerlan Teodor Thorell 1881.  Bathippus molossus ingår i släktet Bathippus och familjen hoppspindlar. Inga underarter finns listade.